# 鋼城区
鋼城区（こうじょう-く）は中華人民共和国山東省済南市に位置する市轄区。

## 行政区画
下部に5街道を管轄する。
- 街道
  - 艾山街道、里辛街道、汶源街道、顔荘街道、辛荘街道